# 대니얼 존스 (음성학자)

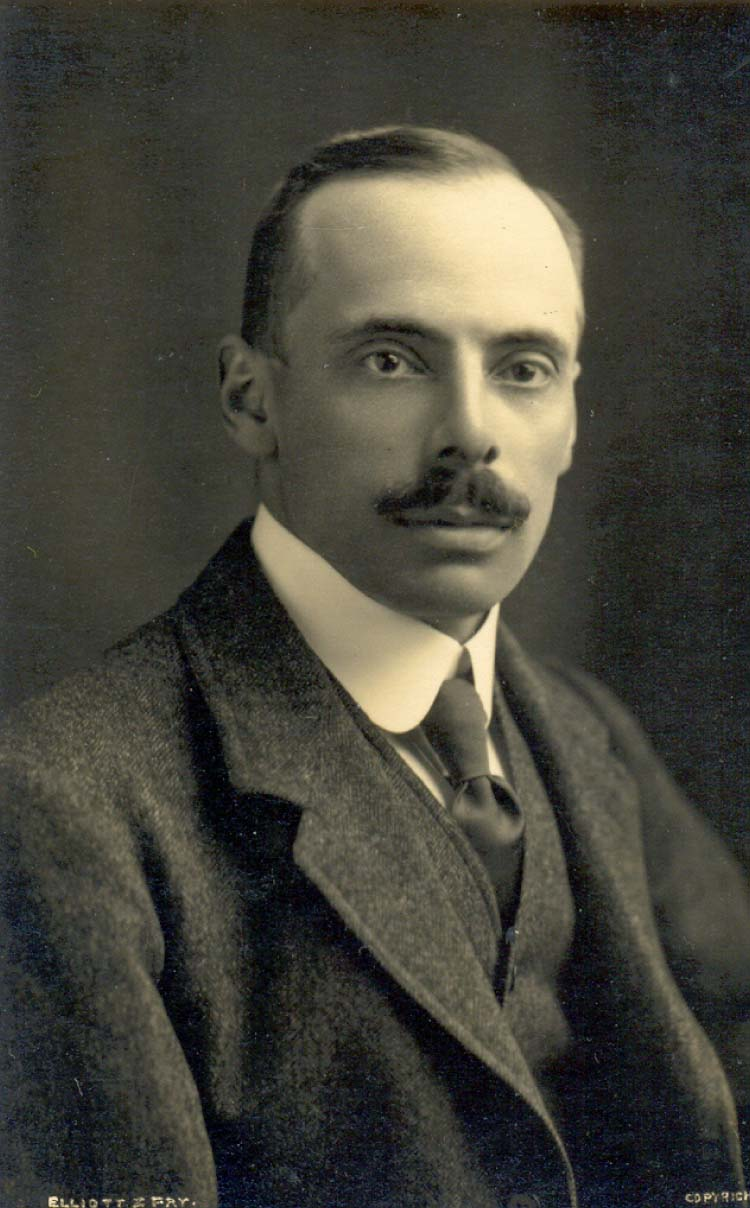

대니얼 존스(Daniel Jones, 1881년 9월 12일 ~ 1967년 12월 4일)는 영국의 음성학자이다.